# Bernardo Pizzorno

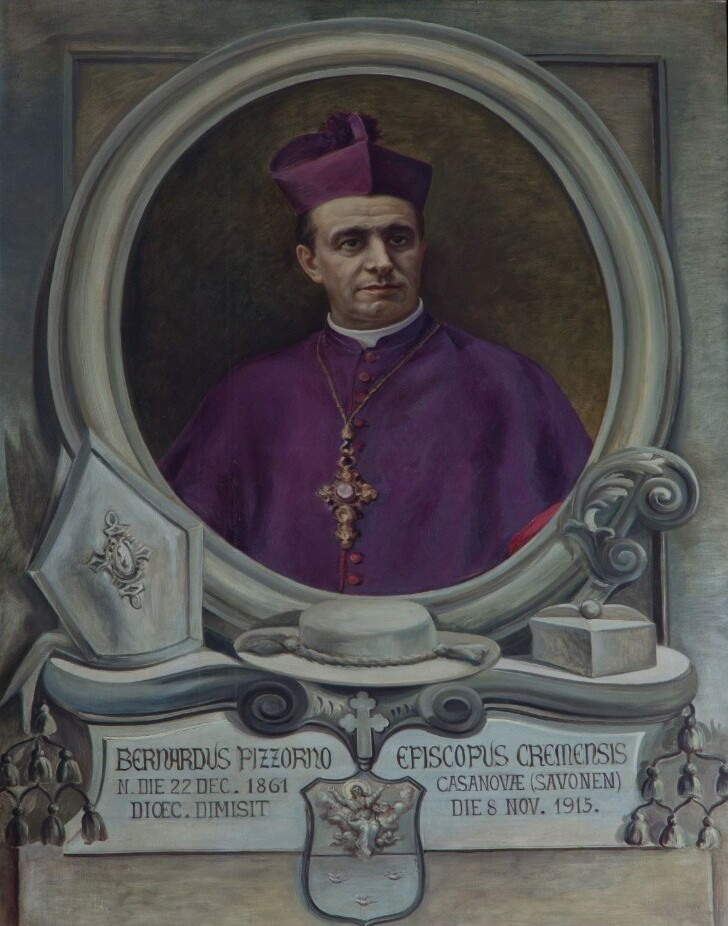
Bernardo Pizzorno

Bernardo Pizzorno (* 22. Oktober 1861 in Casanova, Varazze, Königreich Italien; † 6. August 1926 in La Spezia, Königreich Italien) war ein italienischer Geistlicher und Bischof.

## Leben
Er wurde am 22. Dezember 1861 in Casanova, einem Weiler von Varazze (wo eine Straße nach ihm benannt wurde), als Sohn von Antonio und Angela „Moê Geinin“ Codino geboren. Er war zunächst Professor am Priesterseminar in Savona und Pfarrer von Albissola (heute Albisola Superiore). Später wurde er Kanoniker der Kathedrale von Savona und ab 1906 Generalvikar der Diözese Savona und Noli.
Am 29. April 1909 wurde er von Papst Pius X. zum Titularbischof von Comana Armeniae und Weihbischof in Sassari ernannt. Am 14. Januar 1911 wurde er Bischof von Crema. Lodovico Longari, heute Ehrwürdiger Diener Gottes und auf dem Weg der Seligsprechung, weihte er zum Subdiakon, Diakon und am 18. August 1912 in der Basilika Santa Maria della Croce zum Priester. Danach war Longari bis zu seinem Eintritt am 22. Januar 1915 in die Kongregation der Eucharistiner sein persönlicher Sekretär. Ähnlich wie Bischof Fontana folgte er den Hinweisen des Mailänder Kardinals Andrea Carlo Ferrari, die Crema-Modernisten eher milde zu unterdrücken, trotz der gegenteiligen Anweisungen von Kardinal Gaetano De Lai, dem Sekretär der Konsistorialkongregation.
Am 6. Dezember 1915 verzichtete er aus schwerwiegenden gesundheitlichen Gründen auf sein Bischofsamt und wurde am selben Tag zum Titularbischof von Flaviopoli ernannt.
1921 vertraute Benedikt XV. ihm das Bistum Luni, Sarzana und Brugnato an, wo er die Katholische Aktion förderte und sich um die Wiederherstellung der durch das Erdbeben im September 1920 beschädigten Gebiete bemühte, wobei er versuchte, staatliche Subventionen zu erhalten.
Bei einem Pastoralbesuch in einigen Berggemeinden erkrankte er im Sommer 1926 und starb kurz darauf, am 6. August 1926. Er wurde in der Kathedrale von Sarzana beigesetzt. Er war der letzte Bischof der in Sarzana residierte. Nach ihm wurde der Sitz des Bistums nach La Spezia verlegt und der Name auf Bistum Luni o La Spezia, Sarzana und Brugnato geändert. Sein Nachfolger Giovanni Costantini trug schon diesen Titel.